# Английская Премьер-лига
Премье́р-ли́га (англ. Premier League) — профессиональная футбольная лига для английских футбольных клубов (также в ней могут играть некоторые клубы из Уэльса). Является высшим дивизионом в системе футбольных лиг Англии. В ней выступают 20 клубов. Чемпионат проходит с августа по май, каждая команда проводит 38 матчей. До 2016 года турнир официально назывался Премьер-лига Barclays (англ. Barclays Premier League), с 2016 года турнир не имеет главного спонсора. За пределами Англии турнир часто называют «английской Премьер-лигой» (English Premier League).
Турнир был основан 20 февраля 1992 года под названием «Премьер-лига Футбольной ассоциации» (англ. FA Premier League) после того, как клубы Первого дивизиона приняли решение о выходе из Футбольной лиги, основанной в 1888 году, с целью получения большей финансовой выгоды, в первую очередь за счёт получения большей прибыли от продажи прав на телевизионные трансляции. С тех пор Премьер-лига стала самой прибыльной футбольной лигой в мире. По условиям соглашения с телевизионными компаниями Sky и BT Group Премьер-лига получает 5 млрд фунтов за показ матчей. С 2025 по 2029 год выплаты этих компаний Премьер-лиге вырастут до 6,7 млрд фунтов. Согласно прогнозам, Премьер-лига также заработает 7,2 млрд долларов США за счёт продажи прав на показ матчей зарубежным телекомпаниям с 2022 по 2025 год.
На данный момент, согласно таблице коэффициентов УЕФА, Премьер-лига является сильнейшим национальным чемпионатом в Европе, опережая испанскую Ла Лигу.
Премьер-лига является самой популярной спортивной лигой в мире: её смотрят в 212 странах мира в 643 млн домохозяйств, а потенциальная телевизионная аудитория матчей Премьер-лиги составляет 4,7 млрд человек. В сезоне 2023/24 средняя посещаемость матча Премьер-лиги составила 38 375 зрителя — по этому показателю Премьер-лига уступила только немецкой Бундеслиге (39 467 зрителей), однако общая посещаемость всех матчей Премьер-лиги превышает показатели всех футбольных лиг Европы, в сезоне 2023/24 составив 14 160 609 зрителей. Большинство матчей Премьер-лиги проходит при полных или почти полных трибунах.
В Премьер-лиге выступал 51 различный клуб (49 из Англии и 2 из Уэльса), но лишь 7 из них выигрывали чемпионский титул: «Манчестер Юнайтед» (13 раз), «Манчестер Сити» (8 раз), «Челси» (5 раз), «Арсенал» (3 раза), «Ливерпуль» (2 раза), «Блэкберн Роверс» (1 раз), «Лестер Сити» (1 раз).

## История

### Истоки образования
Несмотря на значительные успехи английских клубов в еврокубках в 1970-е годы, в конце 1980-х в английском футболе наметился заметный спад. Стадионы были в плохом состоянии, обыденным явлением стало футбольное хулиганство, вдобавок к этому все английские клубы были дисквалифицированы от участия в еврокубках после Эйзельской трагедии 1985 года. Первый дивизион Футбольной лиги, который был высшим дивизионом в английском футболе с 1888 года, сильно отставал от итальянской Серии A и испанской Ла Лиги по посещаемости стадионов и уровню доходов, из-за чего некоторые ведущие английские футболисты отправились выступать за рубежом. Однако в начале 1990-х ситуация начала меняться в лучшую сторону: сборная Англии удачно выступила на чемпионате мира 1990 года, достигнув полуфинала; УЕФА снял пятилетний запрет на выступление английских клубов в европейских кубках в 1990 году. После трагедии на «Хиллсборо» был опубликован Доклад Тейлора, предусматривающий ряд мер по повышению безопасности футбольных стадионов — прежде всего, реконструкцию всех трибун стадионов в полностью сидячие.
| Сезон                                 | Победитель        |
| ------------------------------------- | ----------------- |
| 1992/93                               | Манчестер Юнайтед |
| 1993/94                               | Манчестер Юнайтед |
| 1994/95                               | Блэкберн Роверс   |
| 1995/96                               | Манчестер Юнайтед |
| 1996/97                               | Манчестер Юнайтед |
| 1997/98                               | Арсенал           |
| 1998/99                               | Манчестер Юнайтед |
| 1999/00                               | Манчестер Юнайтед |
| 2000/01                               | Манчестер Юнайтед |
| 2001/02                               | Арсенал           |
| 2002/03                               | Манчестер Юнайтед |
| 2003/04                               | Арсенал           |
| 2004/05                               | Челси             |
| 2005/06                               | Челси             |
| 2006/07                               | Манчестер Юнайтед |
| 2007/08                               | Манчестер Юнайтед |
| 2008/09                               | Манчестер Юнайтед |
| 2009/10                               | Челси             |
| 2010/11                               | Манчестер Юнайтед |
| 2011/12                               | Манчестер Сити    |
| 2012/13                               | Манчестер Юнайтед |
| 2013/14                               | Манчестер Сити    |
| 2014/15                               | Челси             |
| 2015/16                               | Лестер Сити       |
| 2016/17                               | Челси             |
| 2017/18                               | Манчестер Сити    |
| 2018/19                               | Манчестер Сити    |
| 2019/20                               | Ливерпуль         |
| 2020/21                               | Манчестер Сити    |
| 2021/22                               | Манчестер Сити    |
| 2022/23                               | Манчестер Сити    |
| 2023/24                               | Манчестер Сити    |
| 2024/25                               | Ливерпуль         |
| См. также: Чемпионы Англии по футболу |                   |

Доходы от телевизионных трансляций становились всё более значимыми: в 1986 году Футбольная лига получила 6,3 млн фунтов за двухлетнее соглашение о продаже прав на телетрансляции, а уже в 1988 году сумма нового четырёхлетнего контракта составила 44 млн фунтов. Переговоры 1988 года стали первым предвестником будущего раскола в Лиге: десять клубов грозились выйти из турнира и образовать «супер-лигу», но в итоге их убедили остаться. Но стадионы модернизировались, росла их посещаемость и доходы от продажи билетов, поэтому лучшие клубы страны вновь задумались над возможностью выхода из Футбольной лиги для извлечения большей выгоды из всё более внушительного притока денег в футбол.

### Основание (1991)
По завершении сезона 1990/91 поступило предложение об учреждении новой лиги с целью привлечения большего количества денег. 17 июля 1991 года клубы, входящие в Первый дивизион Футбольной лиги, подписали Учредительное соглашение, устанавливающее базовые принципы новой организации, которую решено было назвать Премьер-лигой Футбольной ассоциации (FA Premier League). Новообразованный высший дивизион получал коммерческую независимость от Футбольной ассоциации и Футбольной лиги и мог самостоятельно вести переговоры о продаже прав на телевизионные трансляции, а также заключать спонсорские соглашения. Считалось, что это поднимет уровень английских клубов и позволит им вновь успешно выступать в еврокубках и побеждать лучшие команды Европы, а также привлечёт в чемпионат лучших футболистов мира — в 1991 году это казалось фантастикой.
В 1992 году все 22 клуба Первого дивизиона официально вышли из состава Футбольной лиги, а 27 мая того же года была основана Премьер-лига Футбольной ассоциации. Это означало раскол в Футбольной лиге, которая существовала 104 года и включала в себя до этого момента четыре дивизиона. После образования Премьер-лиги в Футбольной лиге осталось три дивизиона. Формат чемпионата не изменился: в турнире приняло участие то же количество команд, что и ранее в Первом дивизионе (22 команды); правила «выхода и вылета» команд между Премьер-лигой и новым Первым дивизионом остались теми же, как между старым Первым и Вторым дивизионами.
Премьер-лигу основали 22 клуба: «Арсенал», «Астон Вилла», «Блэкберн Роверс», «Челси», «Ковентри Сити», «Кристал Пэлас», «Эвертон», «Ипсвич Таун», «Лидс Юнайтед», «Ливерпуль», «Манчестер Сити», «Манчестер Юнайтед», «Мидлсбро», «Норвич Сити», «Ноттингем Форест», «Олдем Атлетик», «Куинз Парк Рейнджерс», «Шеффилд Юнайтед», «Шеффилд Уэнсдей», «Саутгемптон», «Тоттенхэм Хотспур» и «Уимблдон».

### После основания (с 1992 года)
В первом сезоне 1992/93 в Премьер-лиге выступало 22 команды. Первый гол в истории турнира забил футболист «Шеффилд Юнайтед» Брайан Дин в ворота «Манчестер Юнайтед». По указанию ФИФА все национальные первенства должны были сократить количество команд-участников: так, в 1995 году количество клубов в Премьер-лиге было сокращено до 20 (из чемпионата по итогам сезона вылетело 4 команды, а вошло лишь две). 8 июня 2006 года ФИФА потребовал у всех крупнейших европейских чемпионатов, включая итальянскую «Серию A» и испанскую «Ла Лигу», к началу сезона 2007/08 сократить число команд-участников до 18. Премьер-лига ответила отказом на эту инициативу ФИФА. Сезон 2007/08 начался как обычно, с 20 командами-участниками. В 2007 году официальное название турнира было сокращено с «Премьер-лиги Футбольной ассоциации» (FA Premier League) до «Премьер-лиги» (Premier League).

## Корпоративная структура
Премьер-лига функционирует как корпорация, владельцами которой являются 20 клубов-участников. Каждый клуб является акционером с одним голосом по вопросам, связанным с изменением правил проведения турнира или спонсорскими контрактами. Для управления Премьер-лигой клубы избирают председателя, исполнительного директора и совет директоров. Футбольная ассоциация напрямую не вмешивается в повседневные операции Премьер-лиги, но, как особый акционер, имеет право вето в ходе выборов председателя и исполнительного директора Премьер-лиги, а также при голосовании по вопросу принятия новых правил турнира.
Премьер-лига посылает своих представителей в Европейский клубный форум УЕФА; конкретные представители от клубов и их количество определяется согласно таблице коэффициентов УЕФА. Европейский клубный форум УЕФА избирает трёх членов в Комитет клубных турниров УЕФА, который занимается вопросами функционирования таких турниров как Лига чемпионов УЕФА и Лига Европы УЕФА.

## Формат проведения и спонсоры

### Формат соревнования

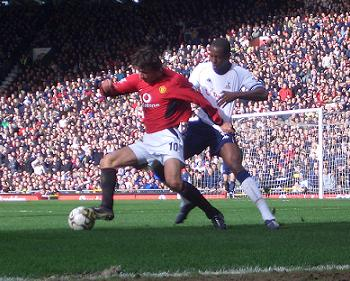
Матч между «Манчестер Юнайтед» и «Тоттенхэмом» 2004 года

В настоящее время в Премьер-лиге выступает 20 клубов. По ходу сезона, который длится с августа по май, каждый клуб дважды встречается со всеми остальными клубами: один раз — на своём поле и один раз — на поле соперника. Таким образом, сезон Премьер-лиги для каждого клуба состоит из 38 матчей. За победу в матче команда получает три очка, за ничью — одно очко. В случае поражения команда не получает очков. По завершении каждого сезона клуб, набравший больше всех очков, получает чемпионский титул. В случае равенства очков титул присуждается по разнице мячей, в случае равенства разницы мячей — по забитым голам. Если и после этого определить победителя не удаётся, команды занимают одну и ту же строчку турнирной таблицы. Если при этом требуется определить чемпиона или команду, которая покинет первенство, а также команду, которая квалифицируется в другие турниры, назначается дополнительный матч формата «плей-офф» на нейтральном поле. Три команды, набравшие наименьшее количество очков по итогам сезона, выбывают в Чемпионат Футбольной лиги, а оттуда, соответственно, в Премьер-лигу выходят три команды.

#### Квалификация в еврокубки
Согласно текущему рейтингу УЕФА, четыре лучшие команды Премьер-лиги по итогам каждого сезона напрямую квалифицируются в Лигу чемпионов УЕФА. Команда, занявшая пятое место, напрямую выходит в Лигу Европы УЕФА. В Лигу Европы могут также выйти клубы, финишировавшие на шестом и седьмом местах, в случае, если победители Кубка Англии и Кубка Английской футбольной лиги уже квалифицировались в Лигу чемпионов. До начала сезона 2008/09 команда, занявшая наивысшее место в чемпионате, но не квалифицировавшаяся в Кубок УЕФА, получала право участия в Кубке Интертото. В 2008 году Кубок Интертото прекратил своё существование, слившись с Кубком УЕФА, который, в свою очередь, начиная с сезона 2009/10 стал называться Лигой Европы УЕФА.

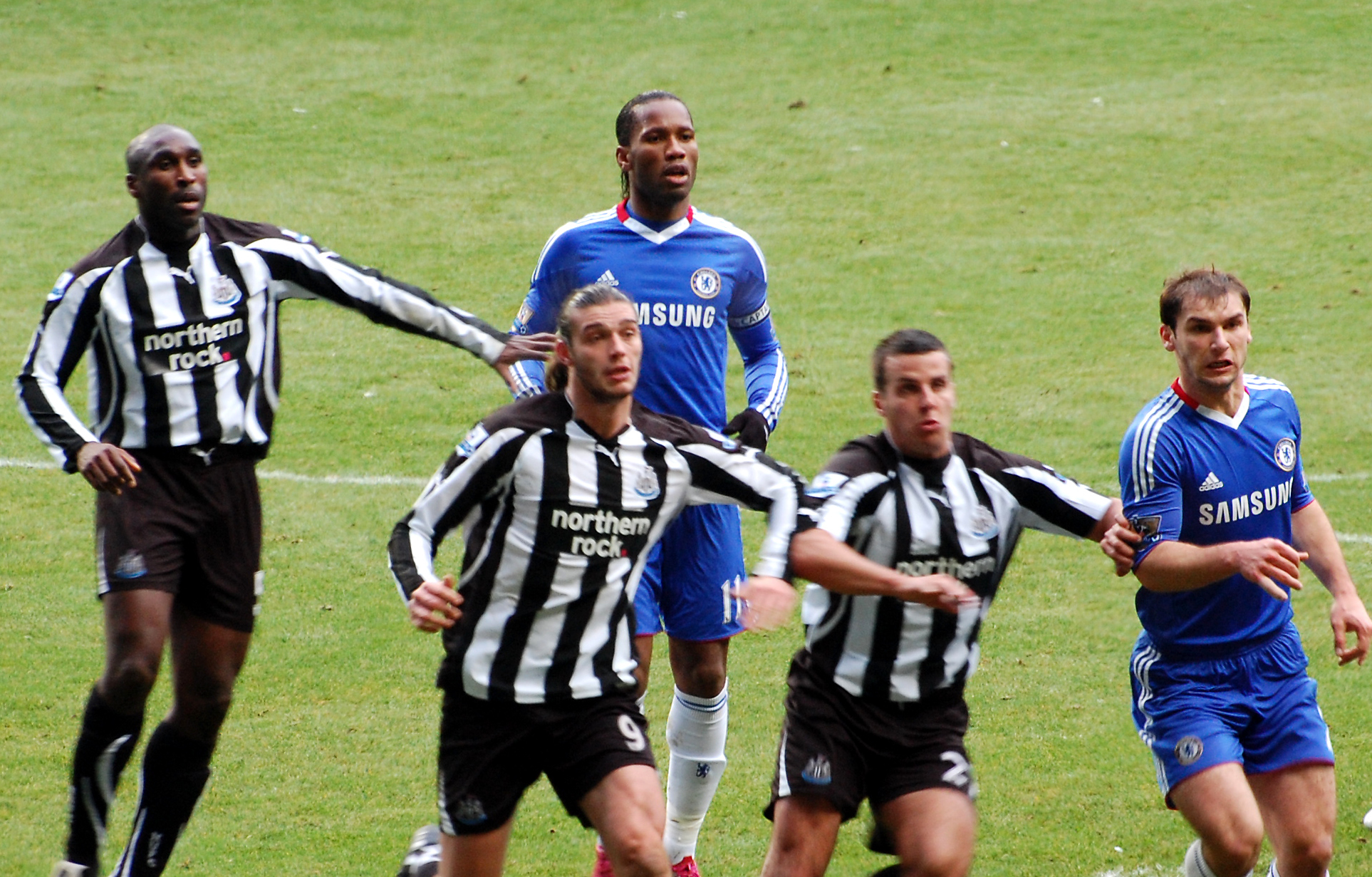
Матч между «Челси» и «Ньюкаслом» 2010 года

Исключение из этого правила имело место в 2005 году, когда «Ливерпуль», выигравший Лигу чемпионов, завершил чемпионат на пятом месте, не дающем право на квалификацию в Лигу чемпионов. УЕФА выдала «Ливерпулю» специальное разрешение на участие в розыгрыше Лиги чемпионов 2005/06, что увеличило число английских клубов в Лиге чемпионов УЕФА до 5. После этого УЕФА обнародовала правило, согласно которому победитель Лиги чемпионов автоматически квалифицируется в следующий розыгрыш турнира независимо от позиции, которую он занял по итогам сезона в национальном чемпионате. Однако для ассоциаций, которые имеют четыре места в Лиге чемпионов, такая путёвка в турнир для клуба, занявшего место ниже четвёртого, означает исключение из участия в турнире клуба, занявшего четвёртое место.
Весной 2008 года Премьер-лига возглавила рейтинг национальных чемпионатов УЕФА, основанный на выступлении клубов в европейских турнирах за последние 5 лет. Это положило конец восьмилетнему доминированию испанской Ла Лиги. Три национальных европейских лиги с наивысшими рейтингами УЕФА в настоящее время имеют четыре путёвки в Лигу чемпионов. Президент УЕФА Мишель Платини предлагал предоставить одно место из квоты Премьер-лиги победителям Кубка Англии. Это предложение Платини было отвергнуто на голосовании стратегического совета УЕФА.
На этом же совещании было отвергнуто предложение Платини предоставлять победителям Кубка Англии путёвку в Лигу чемпионов, а не в Кубок УЕФА. Тем не менее, было решено предоставлять прямую путёвку в групповой этап Лиги чемпионов клубу, занявшему третье место в Премьер-лиге (ранее такой клуб должен был участвовать в третьем квалификационном раунде), а клуб, занявший четвёртое место в Премьер-лиге, участвует в квалификационном раунде плей-офф для не-чемпионов, в котором встречается с соперником одной из 15 высших лиг Европы. Это является частью плана Платини по увеличению количества команд, выходящих в групповую стадию Лиги чемпионов напрямую, и одновременно увеличению количества команд из более слабых дивизионов.

### Спонсоры
С 1993 по 2016 годы Премьер-лига имела официального спонсора. Спонсор определял официальное название чемпионата. Ниже представлен список спонсоров Премьер-лиги и официальные названия турнира:
- 1993—2001: Carling[англ.] (FA Carling Premiership)
- 2001—2004: Barclaycard[англ.] (Barclaycard Premiership)
- 2004—2007: Barclays (Barclays Premiership)
- 2007—2016: Barclays (Barclays Premier League)[33]
- C 2016 года: нет официального спонсора[34]

Контракт Премьер-лиги с Barclays истёк по окончании сезона 2015/16. Начиная с сезона 2016/17 у Премьер-лиги нет официального спонсора и турнир имеет «чистый бренд» в виде Премьер-лиги.
Кроме того, у Премьер-лиги есть перечень партнёров и поставщиков, который включает Barclays, Carling, EA Sports, Nike и TAG Heuer.

## Критика

### Увеличение пропасти между Премьер-лигой и Футбольной лигой
Одним из основных пунктов обвинений со стороны критиков Премьер-лиги является всё возрастающая пропасть между Премьер-лигой и Футбольной лигой. После отделения от Футбольной лиги многие клубы Премьер-лиги сильно дистанцировались от клубов в нижних дивизионах. Клубы Премьер-лиги получают значительно больше денег от продажи прав на телевизионные трансляции, чем клубы нижних дивизионов, и многие клубы, выходящие в Премьер-лигу из Чемпионата Футбольной лиги, не обладая сопоставимыми финансовыми ресурсами, вылетают из Премьер-лиги в первом же сезоне. В каждом сезоне, за исключением сезонов 2001/02 («Блэкберн Роверс», «Болтон Уондерерс» и «Фулхэм»), 2011/12 («Куинз Парк Рейнджерс», «Норвич Сити» и «Суонси Сити»), 2017/18 («Ньюкасл Юнайтед», «Брайтон энд Хоув Альбион» и «Хаддерсфилд Таун») и 2022/23 («Фулхэм», «Борнмут» и «Ноттингем Форест») минимум один из клубов-новичков Премьер-лиги выбывал в Футбольную лигу. В сезонах 1997/98 и 2023/24 все три вышедшие в Премьер-лигу клуба выбыли из неё по завершении сезона.
| Сезон   | А  | Ч  | Л | МЮ |
| ------- | -- | -- | - | -- |
| 1992/93 | 10 | 11 | 6 | 1  |
| 1993/94 | 4  | 14 | 8 | 1  |
| 1994/95 | 12 | 11 | 4 | 2  |
| 1995/96 | 5  | 11 | 3 | 1  |
| 1996/97 | 3  | 6  | 4 | 1  |
| 1997/98 | 1  | 4  | 3 | 2  |
| 1998/99 | 2  | 3  | 7 | 1  |
| 1999/00 | 2  | 5  | 4 | 1  |
| 2000/01 | 2  | 6  | 3 | 1  |
| 2001/02 | 1  | 6  | 2 | 3  |
| 2002/03 | 2  | 4  | 5 | 1  |
| 2003/04 | 1  | 2  | 4 | 3  |
| 2004/05 | 2  | 1  | 5 | 3  |
| 2005/06 | 4  | 1  | 3 | 2  |
| 2006/07 | 4  | 2  | 3 | 1  |
| 2007/08 | 3  | 2  | 4 | 1  |
| 2008/09 | 4  | 3  | 2 | 1  |
| 2009/10 | 3  | 1  | 7 | 2  |

Премьер-лига выделяет небольшую долю от телевизионных доходов клубам, которые выбывают из лиги в конце сезона, в качестве «парашютных выплат». Начиная с сезона 2006/07 эти выплаты составляют около £6,5 млн, и выплачиваются в течение двух сезонов после вылета из Премьер-лиги, хотя в сезоне 2007/08 эти выплаты выросли до £11,2 млн в год. Хотя эти выплаты были задуманы с целью поддержки клубов, лишившихся доходов от телевизионных трансляций (средний клуб Премьер-лиги получает от продажи прав на телетрансляции £45 млн, а средний клуб Чемпионата Футбольной лиги — £1 млн), критики полагают, что эти выплаты в действительности усиливают существующий разрыв между клубами, которым удалось выступать в Премьер-лиге, и теми, кому этого не удалось, что приводит к ситуации, когда в Премьер-лигу выходят одни и те же клубы, недавно выбывшие из неё.

### Доминирование «большой четвёрки» (2003—2009)
Критике подвергался также факт наличия так называемой «большой четвёрки» (англ. Big Four) клубов. За исключением победы «Блэкберна» в сезоне 1994/95, до 2012 года лишь три клуба выигрывали чемпионский титул Премьер-лиги: «Манчестер Юнайтед», «Арсенал» и «Челси». Кроме того, до 2014 года «Манчестер Юнайтед» не финишировал ниже третьего места с момента основания Премьер-лиги; «Арсенал» завершал сезон не ниже пятого места во всех сезонах Премьер-лиги, кроме двух; «Ливерпуль», не выигрывавший чемпионский титул с момента основания Премьер-лиги, не завершал сезон ниже пятого места с 1999 по 2009 годы. Эти четыре клуба, добивавшиеся успеха в 1990-е и 2000-е годы, стали называться «большой четвёркой». С 2006 по 2009 годы клубы «большой четвёрки» занимали четыре первые строчки чемпионата, в связи с чем все четыре клуба квалифицировались в Лигу чемпионов УЕФА и получали финансовые бонусы от участия в этом турнире. Эти бонусы, как считается, ещё больше усиливали разрыв между клубами «большой четвёрки» и остальными клубами Премьер-лиги. В мае 2008 года главный тренер «Ньюкасла» Кевин Киган заявил, что доминирование «большой четвёрки» угрожает всей Премьер-лиге: «Существует опасность, что эта лига станет одной из самых скучных из элитных лиг в мире». После этого заявления Кигана исполнительный директор Премьер-лиги Ричард Скадэмор выступил в защиту лиги, заметив: «Существует множество разных противостояний в Премьер-лиге, как в её верхней части, так и в середине, и в нижней части. Это и делает её интересной».
После 2009 года конфигурация «большой четвёрки» клубов изменилась за счёт таких клубов как «Манчестер Сити» и «Тоттенхэм Хотспур», претендующих на чемпионский титул и на попадание в Лигу чемпионов.

### Влияние на мировой футбол
Представители футбольной федерации Нигерии выступили с заявлением, что рост популярности английской Премьер-лиги и сопутствующее увеличение телевизионных трансляций по всему миру негативно влияет на национальные чемпионаты других футбольных стран, приводя в пример Нигерию. Во время проведения матчей в английской Премьер-лиге падают показатели посещаемости домашних матчей клубов нигерийского чемпионата, а молодые и талантливые нигерийские футболисты «переманиваются» в Англию высокими зарплатами, которые не могут предложить игрокам местные клубы. Экстремальным примером глобализационного эффекта Премьер-лиги является инцидент, произошедший после финала Лиги чемпионов УЕФА 2008 года, когда в фанатской стычке между болельщиками «Манчестер Юнайтед» и «Челси» в Нигерии погибло семь человек.

### Доминирование «большой шестёрки» (2010-е годы)
В 2010-е годы на чемпионский титул и места в еврокубках, кроме традиционных клубов «большой четвёрки» («Манчестер Юнайтед», «Арсенала», «Челси» и «Ливерпуля») начали претендовать «Манчестер Сити» и «Тоттенхэм Хотспур», сформировав так называемую «большую шестёрку» (англ. Big Six).

## Чемпионский кубок Премьер-лиги

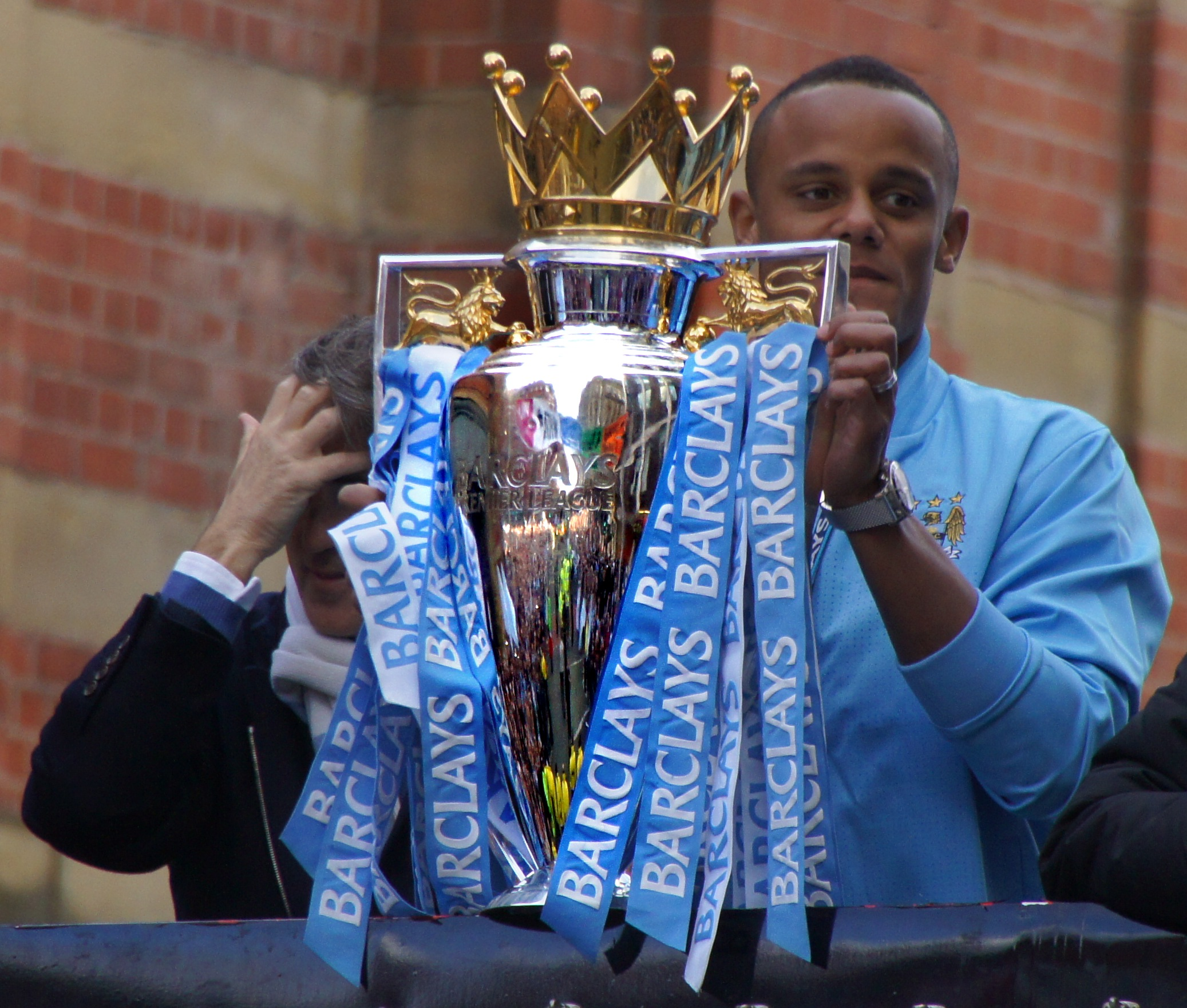
Венсан Компани с кубком Премьер-лиги

Кубок Премьер-лиги был создан компанией Royal Jewellers (Garrard & Co). Он весит 25 кг, а по размерам составляет 76 см в высоту, 43 см в ширину и 25 см в глубину. Кубок отлит из серебра 925 пробы и покрыт серебряной позолотой, а его основание сделано из малахита. По окружности основания проходит серебряная тесьма, на которой выгравированы названия клубов-чемпионов. Зелёный цвет малахита символизирует зелёный цвет футбольного газона. Дизайн кубка основан на геральдике трёх львов, которые ассоциируются с английским футболом. Два льва расположены над ручками с обеих сторон кубка, а третьего льва символизирует капитан команды-чемпиона, поднимающий кубок над головой на церемонии награждения, и золотая корона, венчающая кубок. Надпись на кубке менялась несколько раз: от оригинальной The F.A. Premier League до The Barclays Premiership, а затем просто Premier League.

## Команды-участники
51 клуб выступал в Премьер-лиге с момента её основания. Из 22 клубов-основателей Премьер-лиги лишь шесть играли в ней в течение всех без исключения сезонов и продолжают выступать по сей день. Это «Арсенал», «Ливерпуль», «Манчестер Юнайтед», «Тоттенхэм Хотспур», «Челси» и «Эвертон».

### Клубы-участники Премьер-лиги в сезоне 2025/26
Следующие 20 клубов принимают участие в Премьер-лиге сезона 2025/26:
| Клуб                     | Место по итогам сезона 2024/25 | Первый сезон в высшем дивизионе | Количество сезонов в высшем дивизионе | Количество сезонов в Премьер-лиге | Количество титулов в Премьер-лиге | Количество титулов в высшем дивизионе | Последнее чемпионство |
| ------------------------ | ------------------------------ | ------------------------------- | ------------------------------------- | --------------------------------- | --------------------------------- | ------------------------------------- | --------------------- |
| Арсенал                  | 2-е                            | 1904/05                         | 109                                   | 34                                | 3                                 | 13                                    | 2003/04               |
| Астон Вилла              | 6-е                            | 1888/89                         | 112                                   | 31                                | 0                                 | 7                                     | 1980/81               |
| Бернли                   | 2-е в Чемпионшипе              | 1888/89                         | 61                                    | 9                                 | 0                                 | 2                                     | 1959/60               |
| Борнмут                  | 9-е                            | 2015/16                         | 9                                     | 9                                 | 0                                 | 0                                     | —                     |
| Брайтон энд Хоув Альбион | 8-е                            | 1979/80                         | 13                                    | 9                                 | 0                                 | 0                                     | —                     |
| Брентфорд                | 10-е                           | 1935/36                         | 10                                    | 5                                 | 0                                 | 0                                     | —                     |
| Вест Хэм Юнайтед         | 14-е                           | 1923/24                         | 68                                    | 30                                | 0                                 | 0                                     | —                     |
| Вулверхэмптон Уондерерс  | 16-е                           | 1888/89                         | 71                                    | 12                                | 0                                 | 3                                     | 1958/59               |
| Кристал Пэлас            | 12-е                           | 1969/70                         | 26                                    | 17                                | 0                                 | 0                                     | —                     |
| Ливерпуль                | 1-е                            | 1894/95                         | 111                                   | 34                                | 2                                 | 20                                    | 2024/25               |
| Лидс Юнайтед             | 1-е в Чемпионшипе              | 1924/25                         | 54                                    | 15                                | 0                                 | 3                                     | 1991/92               |
| Манчестер Сити           | 3-е                            | 1899/00                         | 97                                    | 29                                | 8                                 | 10                                    | 2023/24               |
| Манчестер Юнайтед        | 15-е                           | 1892/93                         | 101                                   | 34                                | 13                                | 20                                    | 2012/13               |
| Ноттингем Форест         | 7-е                            | 1892/93                         | 60                                    | 9                                 | 0                                 | 1                                     | 1977/78               |
| Ньюкасл Юнайтед          | 5-е                            | 1898/99                         | 94                                    | 31                                | 0                                 | 4                                     | 1926/27               |
| Сандерленд               | 4-е в Чемпионшипе              | 1890/91                         | 87                                    | 17                                | 0                                 | 6                                     | 1935/36               |
| Тоттенхэм Хотспур        | 17-е                           | 1909/10                         | 91                                    | 34                                | 0                                 | 2                                     | 1960/61               |
| Фулхэм                   | 11-е                           | 1949/50                         | 31                                    | 19                                | 0                                 | 0                                     | —                     |
| Челси                    | 4-е                            | 1907/08                         | 91                                    | 34                                | 5                                 | 6                                     | 2016/17               |
| Эвертон                  | 13-е                           | 1888/89                         | 123                                   | 34                                | 0                                 | 9                                     | 1986/87               |

1. 1 2 3 4 5 6 7 8 9 10 11  Клуб из числа основателей Премьер-лиги в 1992 году.
2. 1 2 3 4 5 6 7 8  Клуб никогда не выбывал из Премьер-лиги.
3. 1 2 3 4  Клуб из числа основателей Футбольной лиги Англии в 1888 году.

## Игроки
| Место                            | Игрок           | Матчи |
| -------------------------------- | --------------- | ----- |
| 1                                | Гарет Барри     | 653   |
| 2                                | Джеймс Милнер   | 638   |
| 3                                | Райан Гиггз     | 632   |
| 4                                | Фрэнк Лэмпард   | 609   |
| 5                                | Дэвид Джеймс    | 572   |
| 6                                | Гэри Спид       | 535   |
| 7                                | Эмил Хески      | 516   |
| 8                                | Марк Шварцер    | 514   |
| 9                                | Джейми Каррагер | 508   |
| 10                               | Фил Невилл      | 505   |
| По состоянию на 25 мая 2025 года |                 |       |

До 2010 года клубы английской Премьер-лиги могли заключать контракты с игроками из любых стран практически без ограничений (по возрасту, размеру зарплаты футболистов, наличию лимита на количество игроков, в том числе иностранцев). Существовало лишь ограничение, связанное с гражданством Евросоюза: в клубах Премьер-лиги могли выступать игроки, имеющие паспорт ЕС, либо «самые лучшие» игроки, не имеющие европейского паспорта, но получившие разрешение на работу в Великобритании. Начиная с сезона 2010/11 Премьер-лига ввела лимит на количество игроков в составе клубов: клубы могут заявлять в составах для участия в чемпионате не более 25 игроков. Футболисты в возрасте 21 года и младше не попадают под это ограничение и могут быть зарегистрированы в составе клуба сверх лимита в 25 игроков. Также начиная с этого сезона было введено правило о доморощенных игроках (home-grown players), принятое с целью большего развития молодых футболистов в клубах Премьер-лиги. Согласно данному правилу, в составах клубов должно быть минимум 8 доморощенных игроков. Доморощенным считается игрок, который, вне зависимости от национальности и возраста, был зарегистрирован в любом клубе, состоящем в Футбольной ассоциации Англии или Уэльса, на протяжении трёх полных сезонов (или 36 месяцев) до момента достижения им возраста в 21 год.
В первом с момента основания Премьер-лиги сезоне 1992/93 из всех футболистов, вышедших на поле в стартовых составах в матчах первого тура, лишь 11 игроков были «иностранцами» (то есть не являлись гражданами Великобритании или Ирландии). К началу сезона 2000/01 число футболистов с иностранным гражданством выросло до 36 %. В сезоне 2004/05 соотношение выросло до 45 %. 26 декабря 1999 года «Челси» стал первым клубом Премьер-лиги, выставившим в стартовом составе 11 иностранных футболистов, а 14 февраля 2005 года «Арсенал» стал первым клубом, выставившим заявку на матч, целиком состоящую из иностранцев (11 игроков стартового состава и 5 запасных игроков).
В 1999 году Хоум-офис ужесточил правила выдачи разрешений на работу футболистам, не имеющим паспорта одной из стран Евросоюза. Это было сделано из-за того, что английские клубы часто предпочитали покупать более дешёвых иностранных игроков, игнорируя молодых британских футболистов. В настоящее время действует следующий порядок: игрок, не имеющий паспорта ЕС, может получить разрешение на работу в Великобритании только если он сыграл в не менее чем 75 % матчах за свою национальную сборную за последние два года, а национальная сборная должна быть не ниже 70-го места в официальном рейтинге ФИФА за последние два года. Если игрок не соответствует этим критериям, клуб может подать специальное заявление с обоснованием того, что этот игрок является «особо талантливым» и «может значительно содействовать развитию спорта в Великобритании на высшем уровне».
На чемпионате мира 2002 года сыграл 101 футболист, выступающий за английские клубы. На чемпионате мира 2006 года английская Премьер-лига стала самой представительной футбольной лигой в мире: более 80 участников чемпионата мира выступали за клубы Премьер-лиги, включая 21 из 23 игроков сборной Англии.
Гарет Барри является рекордсменом по числу матчей, проведённых в Премьер-лиге.

### Лучшие бомбардиры Премьер-лиги
| Место                            | Игрок          | Голы |
| -------------------------------- | -------------- | ---- |
| 1                                | Алан Ширер     | 260  |
| 2                                | Гарри Кейн     | 213  |
| 3                                | Уэйн Руни      | 208  |
| 4                                | Энди Коул      | 187  |
| 5                                | Мохаммед Салах | 186  |
| 6                                | Серхио Агуэро  | 184  |
| 7                                | Фрэнк Лэмпард  | 177  |
| 8                                | Тьерри Анри    | 175  |
| 9                                | Робби Фаулер   | 163  |
| 10                               | Джермейн Дефо  | 162  |
| По состоянию на 25 мая 2025 года |                |      |

Кроме командной борьбы, игроки Премьер-лиги соревнуются в сфере признания своего индивидуального мастерства. Для этого существуют неформальные награды, например, «гол месяца» и «гол сезона», а также гонка бомбардиров чемпионата. Бывший нападающий «Блэкберн Роверс» и «Ньюкасл Юнайтед» Алан Ширер является рекордсменом по наибольшему числу голов в Премьер-лиге: в этом турнире он забил 260 мячей. Ширер трижды становился лучшим бомбардиром сезона. В сезоне 1995/96 он стал первым игроком, забившим 100 голов в Премьер-лиге. С тех пор этого результата достигли ещё 22 футболиста.
С первого сезона в Премьер-лиге (1992/93), 13 разных игроков становились лучшими бомбардирами чемпионата (единолично или совместно). Тьерри Анри, забивший 27 мячей в сезоне 2005/06, стал лучшим бомбардиром Премьер-лиги в третий раз подряд и в четвёртый раз в общей сложности. Таким образом, он побил рекорд Ширера, который выигрывал звание лучшего бомбардира чемпионата три раза подряд, с сезона 1994/95 по 1996/97. Майкл Оуэн, Робин Ван Перси, Дидье Дрогба и Джимми Флойд Хассельбайнк становились лучшими бомбардирами первенства дважды. Энди Коул и Алан Ширер удерживают рекорд по наибольшему количеству забитых голов в сезоне (34 мяча) — выступая за «Ньюкасл» и «Блэкберн» соответственно. Рекорд Коула пришёлся на сезон 1993/94, а рекорд Ширера — на следующий сезон 1994/95 (оба этих сезона были 42-матчевыми). Бомбардирский рекорд для 38-матчевого сезона принадлежит Эрлингу Холанну, который забил 36 голов в сезоне 2022/23; в сезоне 2007/08 португальский игрок «Манчестер Юнайтед» Криштиану Роналду, установил новый рекорд по количеству голов, забитых в сезоне полузащитником.
«Манчестер Юнайтед» стал первым клубом, забившим 1000 голов в Премьер-лиге. Юбилейный мяч забил Криштиану Роналду в матче против «Мидлсбро» в сезоне 2005/06. После этого лишь три клуба, «Арсенал», «Челси» и «Ливерпуль», смогли достичь отметки в 1000 забитых голов в Премьер-лиге. Самый результативный на настоящее время матч Премьер-лиги состоялся 29 сентября 2007 года, когда «Портсмут» выиграл у «Рединга» со счётом 7:4.
Бывшему игроку «Манчестер Юнайтед» Райану Гиггзу принадлежит уникальный рекорд по забитым мячам: он забивал в 21 сезоне Премьер-лиги подряд.

## Тренеры

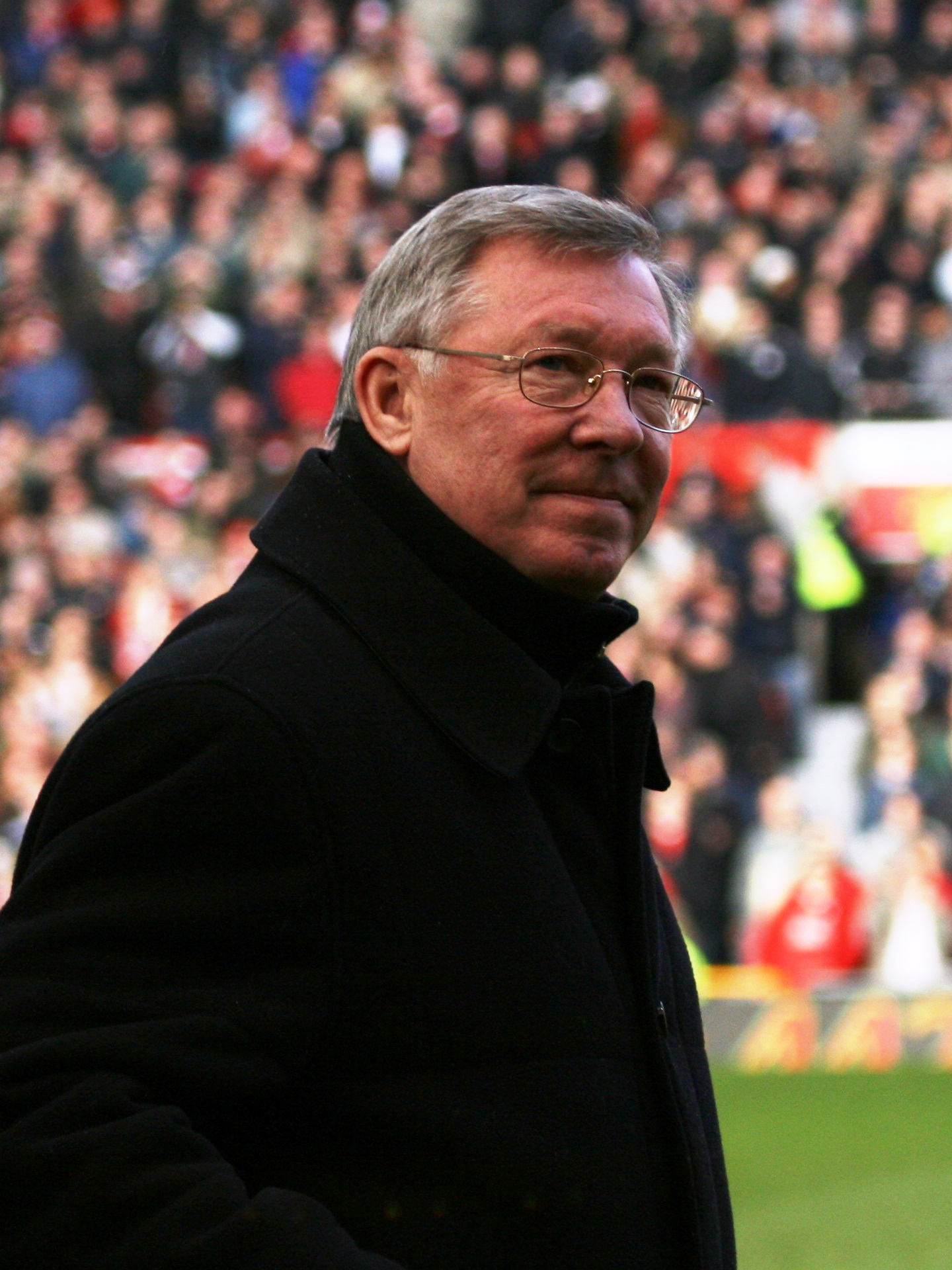
Бывший главный тренер «Манчестер Юнайтед» сэр Алекс Фергюсон возглавлял клуб Премьер-лиги дольше, чем кто-либо другой, и выиграл наибольшее количество чемпионских титулов

Премьер-лигу никогда не выигрывал тренер-англичанин: её выигрывали два шотландца (Алекс Фергюсон («Манчестер Юнайтед», 13 побед) и Кенни Далглиш («Блэкберн Роверс», 1 победа)), четыре итальянца (Карло Анчелотти («Челси», 1 победа), Роберто Манчини («Манчестер Сити», 1 победа), Клаудио Раньери («Лестер Сити», 1 победа) и Антонио Конте («Челси», 1 победа)), француз (Арсен Венгер, «Арсенал», 3 победы), португалец (Жозе Моуринью, «Челси», 3 победы), испанец (Пеп Гвардиола, «Манчестер Сити», 6 побед), немец (Юрген Клопп, «Ливерпуль», 1 победа), чилиец (Мануэль Пеллегрини, «Манчестер Сити», 1 победа), голландец (Арне Слот, «Ливерпуль», 1 победа).

### Действующие тренеры клубов Премьер-лиги
Данные приведены по состоянию на 1 июля 2025 года
| Страна     | Имя                 | Клуб                     | Назначен        | Находится в должности |
| ---------- | ------------------- | ------------------------ | --------------- | --------------------- |
| Испания    | Пеп Гвардиола       | Манчестер Сити           | 1 июля 2016     | 9 лет 47 дней         |
| Испания    | Микель Артета       | Арсенал                  | 20 декабря 2019 | 5 лет 240 дней        |
| Португалия | Марку Силва         | Фулхэм                   | 1 июля 2021     | 4 года 47 дней        |
| Англия     | Эдди Хау            | Ньюкасл Юнайтед          | 8 ноября 2021   | 3 года 282 дня        |
| Испания    | Унаи Эмери          | Астон Вилла              | 1 ноября 2022   | 2 года 289 дней       |
| Испания    | Андони Ираола       | Борнмут                  | 19 июня 2023    | 2 года 59 дней        |
| Германия   | Даниель Фарке       | Лидс Юнайтед             | 4 июля 2023     | 2 года 44 дня         |
| Португалия | Нуну Эшпириту Санту | Ноттингем Форест         | 20 декабря 2023 | 1 год 240 дней        |
| Австрия    | Оливер Гласнер      | Кристал Пэлас            | 19 февраля 2024 | 1 год 179 дней        |
| Нидерланды | Арне Слот           | Ливерпуль                | 1 июня 2024     | 1 год 77 дней         |
| Германия   | Фабиан Хюрцелер     | Брайтон энд Хоув Альбион | 15 июня 2024    | 1 год 63 дня          |
| Италия     | Энцо Мареска        | Челси                    | 1 июля 2024     | 1 год 47 дней         |
| Франция    | Режис Ле Бри        | Сандерленд               | 1 июля 2024     | 1 год 47 дней         |
| Англия     | Скотт Паркер        | Бернли                   | 5 июля 2024     | 1 год 43 дня          |
| Португалия | Рубен Аморим        | Манчестер Юнайтед        | 11 ноября 2024  | 279 дней              |
| Португалия | Витор Перейра       | Вулверхэмптон Уондерерс  | 19 декабря 2024 | 241 день              |
| Англия     | Грэм Поттер         | Вест Хэм Юнайтед         | 9 января 2025   | 220 дней              |
| Шотландия  | Дэвид Мойес         | Эвертон                  | 11 января 2025  | 218 дней              |
| Дания      | Томас Франк         | Тоттенхэм Хотспур        | 12 июня 2025    | 66 дней               |
| Ирландия   | Кит Эндрюс          | Брентфорд                | 27 июня 2025    | 51 день               |

## Рекорды Премьер-лиги
- Наибольшее количество побед в сезоне (38-матчевый сезон): 32, «Манчестер Сити» (2017/18), «Ливерпуль» (2019/20)
- Наименьшее количество поражений в сезоне (38-матчевый сезон): 0, «Арсенал» (2003/04)
- Наибольшее количество очков, набранных по итогам сезона (38-и или 42-матчевый сезон): 100, «Манчестер Сити» (2017/18)
- Наименьшее количество очков, набранных по итогам сезона (38-матчевый сезон): 11, «Дерби Каунти» (2007/08)
- Наибольшее количество голов, забитых командой в сезоне: 106, «Манчестер Сити» (сезон 2017/18)
- Наибольшее количество пропущенных мячей в сезоне (42-матчевый сезон): 100, «Суиндон Таун» (сезон 1993/94)
- Наибольшее количество пропущенных мячей в сезоне (38-матчевый сезон): 89, «Дерби Каунти» (сезон 2007/08)
- Наименьшее количество пропущенных мячей в сезоне: 15, «Челси» (сезон 2004/05)
- Наибольшее количество побед подряд: 18,
  - «Манчестер Сити» (26 августа — 27 декабря 2017 года)
  - «Ливерпуль» (27 октября 2019 года — 24 февраля 2020 года)
- Самая крупная домашняя победа: 9:0,
  - «Манчестер Юнайтед» против «Ипсвич Таун» (4 марта 1995 года)
  - «Манчестер Юнайтед» против «Саутгемптона» (2 февраля 2021 года)
  - «Ливерпуль» против «Борнмута» (27 августа 2022 года)
- Самая крупная победа на выезде: 0:9, «Саутгемптон» против «Лестер Сити» (25 октября 2019 года)
- Самый крупный счёт: 7:4 «Портсмут» против «Рединга» (29 сентября 2007 года)
- Наибольшее количество золотых медалей Премьер-лиги: Райан Гиггз (13) — 1993, 1994, 1996, 1997, 1999, 2000, 2001, 2003, 2007, 2008, 2009, 2011, 2013
- Самая высокая посещаемость в матче Премьер-лиги: 83 222, «Тоттенхэм Хотспур» против «Арсенала», (стадион «Уэмбли», 10 февраля 2018 года)
- Самый длительный промежуток времени, в течение которого вратарь не пропускал мячей в свои ворота: 14 матчей (1311 минут) Эдвин ван дер Сар (вратарь «Манчестер Юнайтед», сезон 2008/09)
- Наибольшее количество «сухих матчей» в сезоне: 24, Петр Чех (вратарь «Челси», сезон 2004/05)
- Наибольшее количество «сухих матчей» в Премьер-лиге (все сезоны): 201, Петр Чех
- Наибольшее количество «сухих матчей» за один клуб (Челси) в Премьер-лиге (все сезоны): 150, Петр Чех